# 国際クルアーン焼却日

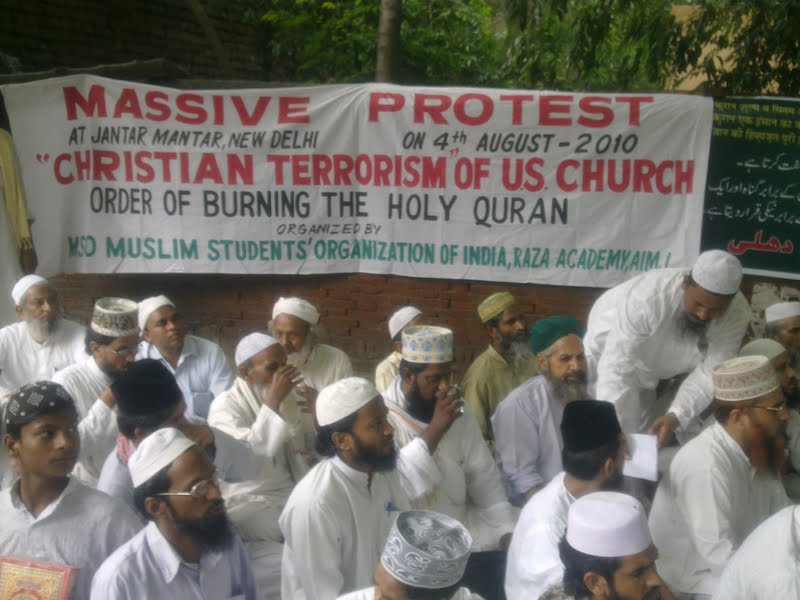
コーランの焼却計画に抗議する人々

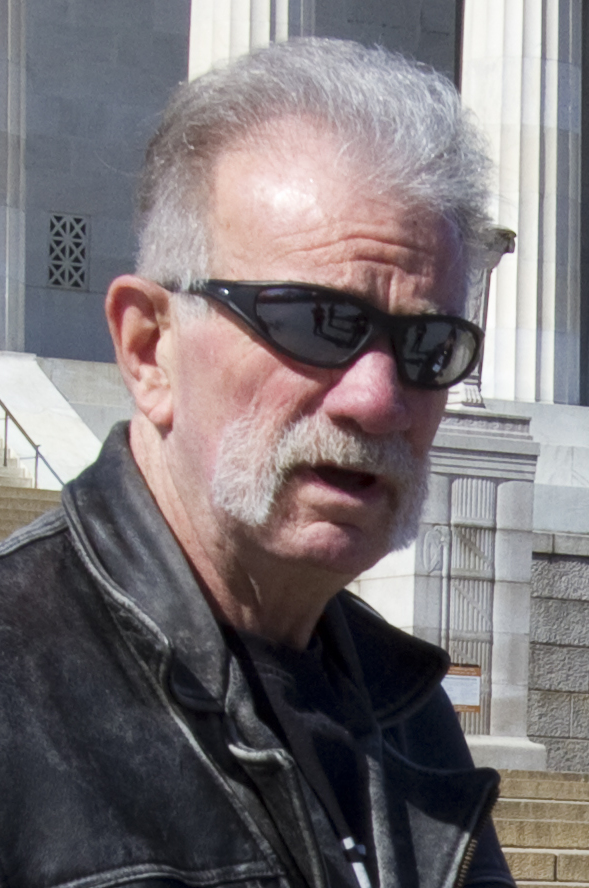
テリー・ジョーンズ(2011年3月)

国際クルアーン焼却日（こくさいクルアーンしょうきゃくび、英語: International Burn a Koran Day）とは、アメリカ人牧師テリー・ジョーンズが2010年に計画し、2011年に実行したイスラム教の聖典であるクルアーン（コーラン）を燃やす政治パフォーマンス。

## 概要
アメリカ同時多発テロ事件9周年に際し、ジョーンズは2010年9月11日にイスラム教の聖典であるクルアーンのコピーを燃やすイベントを計画する。彼はこれを「国際クルアーン焼却日」（International Burn a Koran Day）と名付けた。しかし、この計画がメディアで報道されると、世界中のイスラム関係者などから抗議が殺到した。
また、アメリカの全米福音派協会も中止するように求め、世界福音同盟も「イスラムの隣人たちには、フロリダの人々が9月11日にクルアーンの焼却を計画していることが残りの全てのキリスト教徒の考えを代表しているわけではないことに気付いてほしい」という声明を出した。
9月9日に放送されたABCのテレビ番組の中で、アメリカ合衆国大統領バラク・オバマは、こうした計画を「破壊的な行動」と表現し、「イラクやアフガニスタンのアメリカ人兵士を危険にさらす可能性がある」、「アメリカの建国精神に反する」と指摘したうえで強く批判し、計画の中止を訴えた。
ジョーンズは9月10日、「ニューヨークのモスクの建設場所が別の場所に移動される」という理由で計画を保留することを発表したが、これが誤りと分かると直ちに保留を撤回し計画を続行させると発言した。その後、改めて計画の続行を否定し、中止と今後はクルアーンを燃やさないという宣言をした。しかしその理由は「イスラム教に非常に過激で危険な要素があることの証明を達成できたから」という。
ジョーンズの存在も忘れかけられていた2011年3月21日、自身の教会で突如としてクルアーンを被告とする「模擬裁判」を開廷。ジョーンズは裁判官に扮し、テロを助長し他の宗教の信者を迫害しているなどとして、人道に対する罪で有罪を宣言した。クルアーンを油に1時間漬けた後、派手に燃やし、映像をウェブサイトで公表した。更には2012年4月28日にも再び、イランで牧師が拘束されている事に抗議するとして、クルアーンのコピー数冊と、ムハンマドの肖像画を焼いた。

## 各国の反応
- アフガニスタン - バルフ州マザーリシャリーフで抗議のデモ隊が暴徒化し、国連アフガニスタン支援ミッションの事務所を襲撃。職員3人、警備兵4人が死亡[6]。ファーリヤーブ州マイーマナで国境警備隊の警察官が同僚の米兵に発砲し、2人死亡[7]。
- インドネシア - 大統領のスシロ・バンバン・ユドヨノは、「この計画は世界の平和を脅かす」と発言した。
- イラン - 大統領のマフムード・アフマディーネジャードは、「シオニストの計画は全ての聖なる預言者の教えに反するものである。シオニスト達とその支援者は彼ら自身を崩壊と終末へ導いているうえに、こうしたとんでもない行動は彼ら自身を救うものではなく、彼ら自身の失墜と消滅への動きを早めている」[8]と発言した。
- イラク - 大アーヤトゥッラーのアリー・スィースターニーは、こうしたイスラムへの憎悪感情と行動に対し、耐えるよう国民に伝えた。
- イギリス - 2011年1月、イギリス政府はテリーに入国禁止処分を下す発表をした[9]。